# أنظمة الينيا ماركوني
أنظمة الينيا ماركوني (بالإنجليزية: Alenia Marconi Systems)‏ اختصاراُ (AMS). تأسست في 23 ديسمبر 1998. كانت إحدى كبرى الشركات الأوروبية المتكاملة المتخصصة في الإلكترونيات والصناعات الدفاعية. وهي شركة محاصة بحصص متساوية ومشروع مشترك بين بي ايه اي سيستمز وفينميكانيكا حتى انحلاله في 3 مايو 2005.